# 国際連合安全保障理事会決議102
国際連合安全保障理事会決議102（こくさいれんごうあんぜんほしょうりじかいけつぎ102、英: United Nations Security Council Resolution 102, UNSCR102）は、1953年12月3日に国際連合安全保障理事会で採択された決議。日本と国際司法裁判所（ICJ）の関係についてのもので、日本が国際司法裁判所の規定に参与することを認めるための条件を設定し総会に勧告した。

## 概要
日本政府としての署名に加え、下記を日本のICJの規定への参与認可の条件とした。
- （a）ICJの法令の規定の受諾
- （b）憲章の第94条に基づく国連加盟国のすべての義務の受諾
- （c）日本政府と協議した上で、総会が随時評価する裁判所の経費に貢献すると約束すること。

決議は、棄権したソビエト連邦以外の10国全てが賛成票を投じて採択された。